# 點亮台灣

點亮台灣標誌

點亮台灣（英語：Light up Taiwan）是2016年中华民国总统选举中民主进步党参选人蔡英文与陈建仁提出的竞选口号。2015年9月24日，蔡英文新书《英派：點亮台灣的這一哩路》出版，书中写到台湾有“许多認真砌磚、勇於做夢的人，如一盞盞路燈，點亮了令人感到無力的角落”。蔡英文称，自2012年中华民国总统选举败选以來，她深切反省，“希望能為這個國家找回自信，點亮台灣”。

## 含义

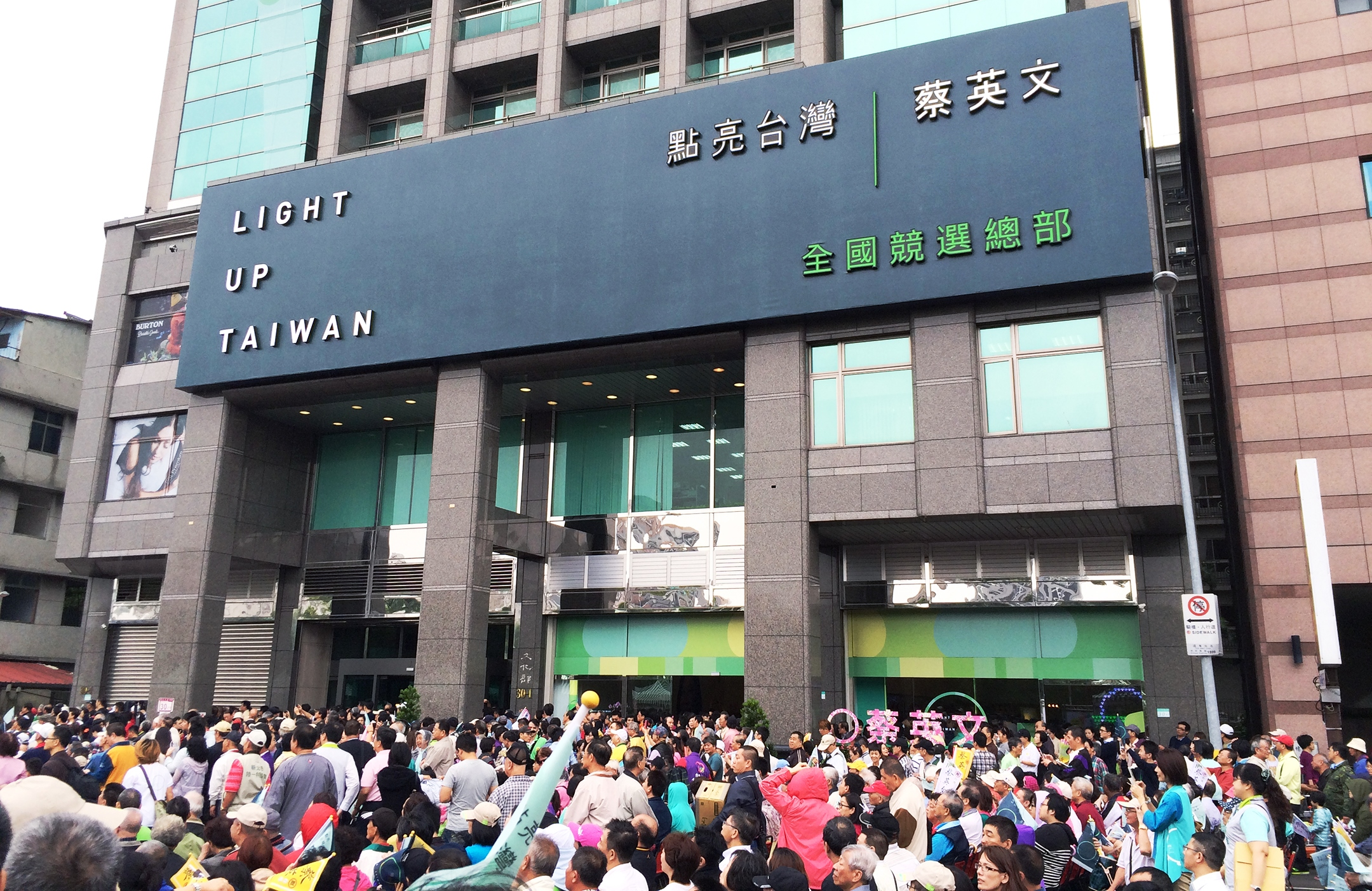
蔡英文參選2016年中華民國總統選舉的全國競選總部，設於臺北市華山的匯泰大樓。外側標示競選口號「點亮台灣」（Light Up TAIWAN）。

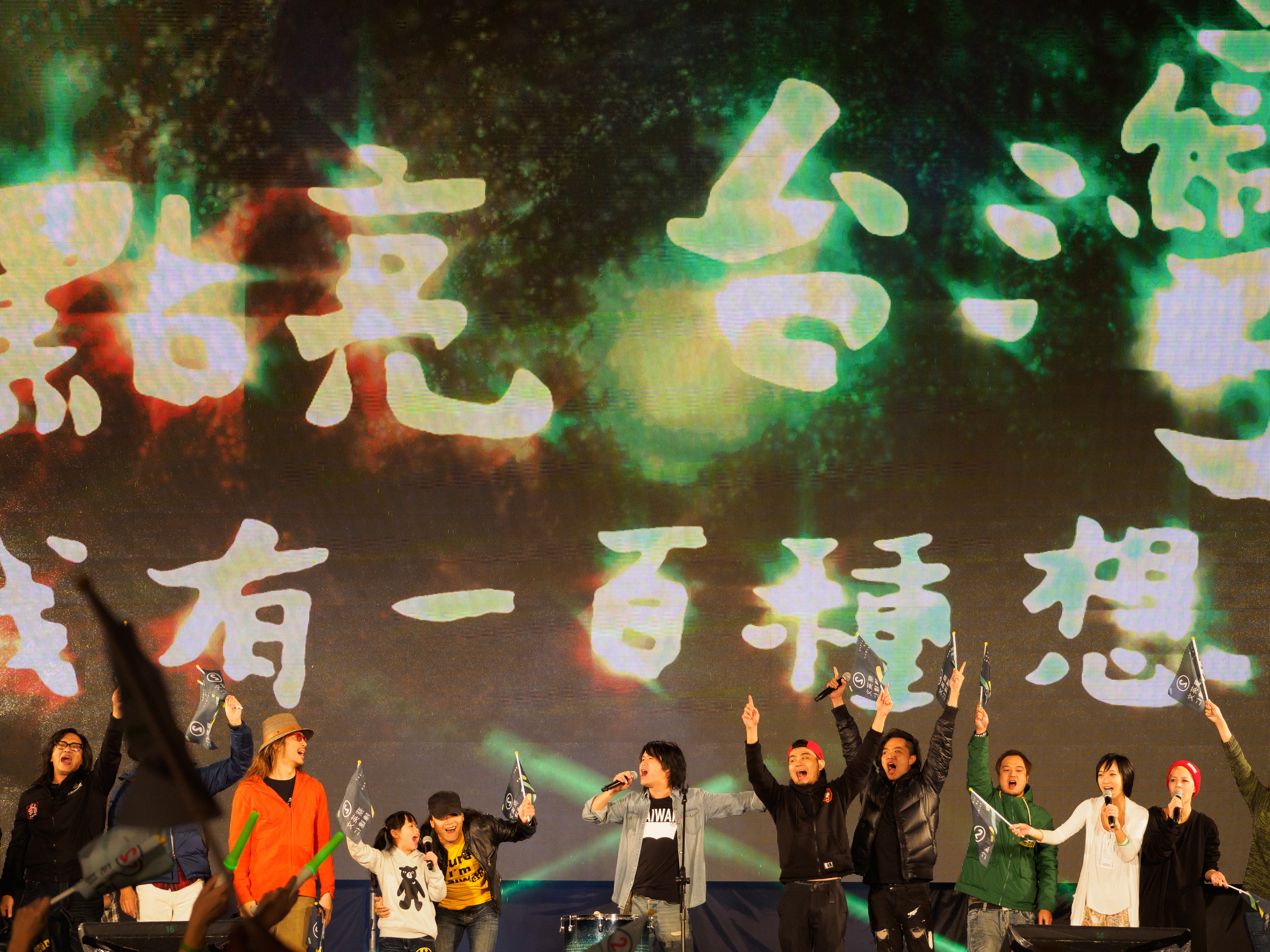
選前之夜活動

2015年4月15日，民主進步黨中央執行委員會提名蔡英文為總統候選人，蔡英文發表參選聲明稿〈找回自信，點亮台灣〉。
負責設計2016年蔡英文競選主視覺的設計師聶永真以三種漸層色調及兩個弧形構成的圓表达「點亮台灣」的概念，三種色彩象徵台灣不同世代交融成不同顏色，而圓形更能延伸成選舉標章、反核圖案或改變成彩虹色調象徵台湾的多元。
2015年8月1日，蔡英文在出席「點亮台灣－原住民族政策發表記者會」時致詞表示，未來在民進黨重新執政後，她將以總統身分代表政府向全體台灣原住民族正式道歉。

## 事件

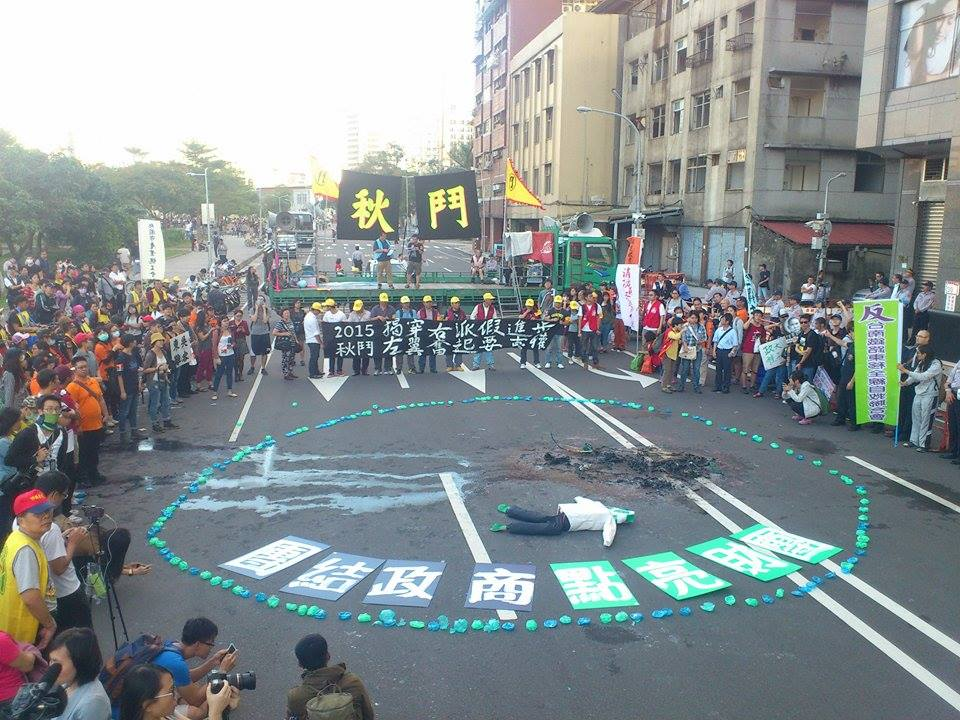
2015年秋鬥遊行終點，地上的抗議標語「團結政商，點亮財團」

2015年11月22日，秋鬥遊行以蔡英文全國競選總部大門前為終點，地上的抗議標語「團結政商，點亮財團」是諷刺「點亮台灣」。在遊行結束前的最高潮，秋鬥安排四大戰線的代表同舉火炬將一路被當神轎扛著的藍綠小豬當街焚毀，同時號召遊行群眾當場踩扁上百隻小豬撲滿。踩扁的小豬撲滿在藍綠小豬灰燼四周圍成一個大圓圈，諷刺蔡英文的小額募款行動與選戰主視覺「點亮台灣」之設計。
2016年5月10日，中華民國中央銀行宣布将于5月20日公開發售「中華民國第十四任總統副總統就職紀念幣」。紀念幣正面為蔡英文與陳建仁的肖像，上緣写「中華民國第十四任總統副總統就職紀念」，下緣写「點亮台灣 一○五年五月二十日」。
2016年5月20日，中華民國第14任總統蔡英文正式就職，台中市市長林佳龍一早在臉書貼文「點亮台灣，就從今天開始」。
2016年6月，蔡英文出席巴拿马运河扩建竣工仪式，在留言簿上签名落款“台湾总统”，并在后面括号里附注“ROC”，被绿营人士称赞是“在国际舞台上点亮台湾”。
2016年11月4日，2016工鬥連線等台灣勞工運動團體發起無限期絕食拒砍七天假，燒毀「點亮台灣」旗幟，象徵民進黨選前說要「點亮台灣」、選後變成「點亮台灣資本家」、讓勞工的未來一片黑暗。
2016年11月16日，台北101發言人劉家豪表示，2016年的台北101跨年煙火将以「點亮台灣」為主題，會以更多燈光創意讓大家眼睛一亮。
2016年11月29日，2016工鬥連線、臺灣鐵路產業工會與復興航空企業工會到立法院前抗議，現場演起行動劇諷刺，蔡英文成天在媒體上說好話，但實際推動蔡英文政府勞動政策的人是民進黨立法院黨團總召集人柯建銘，讓民眾搞不清楚是「蔡政府」還是「柯政府」在執政，讓「點亮台灣」變成「砍七天假、圖利財團」。
2018年9月13日，台灣土地正義行動聯盟偕同台灣各地迫遷個案的自救會赴民進黨中央黨部抗議，把「點亮台灣」旗幟改成「烽火台灣」（英語：Burn up Taiwan）加「迫遷」二字，抨擊民進黨把土地正義當成選舉口號。